# Četrtna skupnost Šentvid
Četrtna skupnost Šentvid je četrtna skupnost Mestne občine Ljubljana, ki zajema skrajno severozahodne ljubljanske predmestne četrti oz. naselja Šentvid, Vižmarje, Brod, Poljane, Trata, Podgora, Pržan) in bližnje samostojne vasi-naselja: Medno, Dvor, Stanežiče, Gunclje oziroma območje nekdanjih krajevnih skupnosti Šentvid, Gunclje–Male Vižmarje, Vižmarje–Brod in Stanežiče nekdanje Občine Ljubljana-Šiška med gozdnatim Šentviškim hribom, ki pokriva skoraj polovico njene površine, in desnim bregom reke Save, ki jo kot naravna ovira na severu razmejuje od Četrtne skupnosti Šmarna gora. Na vzhodu meji na Četrtno skupnost Posavje, na jugu na Četrtno skupnost Dravlje (meja je Cesta Jožeta Jame in v podaljšku preko Stegen) ter na zahodu oz. severozahodu na Občino Medvode. Četrtna skupnost Šentvid meri skoraj 1583 ha in ima 14.216 prebivalcev (2020).